# مراقبت سلامت و جامعه ال‌جی‌بی‌تی
موضوعات ال‌جی‌بی‌تی در پزشکی موارد مربوط به سلامت و دسترسی به خدمات بهداشتی و درمانی افراد همجنس‌گرا، دوجنسگرا و تراجنسی هستند. با توجه به انجمن پزشکی ایالات متحده (GLMA) علاوه بر اچ آی وی/ایدز، مسائل مربوط به سلامت همجنسگرایان شامل سرطان پستان و سرطان دهانه رحم، هپاتیت، بهداشت روانی، سوء مصرف مواد، استفاده از سیگار، افسردگی، دسترسی به مراقبت برای تغییر جنسیت افراد تراجنسی, مسائل مربوط به ازدواج و به رسمیت شناختن خانواده، تبدیل درمانی و در نهایت قوانینی که "متخصصان مراقبت های بهداشتی را از مسئولیت در تبعیض علیه افرادی که علاقه ندارند حفاظت می‌کند" است
مطالعات نشان می دهد که افراد ال‌جی‌بی‌تی مشکلات مربوط به سلامت و به خاطر گرایش جنسی و یا هویت جنسیتی و یا بیان آن تجربه می‌کنند. بسیاری به خاطر تصور یا وجود هوموفوبیا و ترنس فوبیا یا تبعیض توسط ارائه دهندگان مراقبت های بهداشتی و موسسات از درخواست مراقبت پزشکی طفره می‌روند یا آن را به شکلی ضعیف‌تر آن دریافت می‌کنند ;
 

اغلب اشاره می‌شود که دلیل این موضوع دگرجنس‌گراسالاری در مراقبت های پزشکی و تحقیقات است:
"دگرجنس‌گراسالاری می تواند هدفمند (کاهش بودجه و یا حمایت از پروژه های تحقیقاتی که تمرکزش بر گرایش جنسی است) و یا ناخودآگاه ( سوالات دموگرافیک در فرم های دریافتی است که از مخاطب برای شناختن خودش به عنوان ازدواج کرده، طلاق گرفته یا مجرد سوال می‌پرسد). این اشکال تبعیض تحقیقات پزشکی را محدود کرده و بر مراقبت های بهداشتی از افراد همجنس‌گرا و دوجنس‌گرا تاثیر منفی می‌گذارد. این اختلاف به ویژه برای همجنس‌گرایان زن (در مقایسه با همجنسگرایان مرد) شدیدتر است چرا که آنها یک اقلیت هستند که تبعیض را به خاطر هم زن بودن و همجنسگرا بودن تجربه می‌کنند."
به خصوص در مورد بیماران همجنس‌گرایان زن ممکن است تبعیض به سه روش باشد:
1. نگرش همجنس‌گراهراسانه
2. قضاوت و رفتار دگرجنس‌گراسالارانه
3. تبعیض جنسیتی به طور عمومی – تمرکز در درجه اول به نگرانی‌های بهداشتی و خدمات به مردان

## مشکلات مربوط به همجنس‌گرایان زن

### سرطان پستان
به گفته کاترین اوهنلن، زنان همجنس‌گرا بیشترین تعداد عوامل خطرزای سرطان پستان را دارند. علاوه بر آن، بسیاری از زنان همجنس‌گرا به طور مرتب ماموگرافی، خودآزمایی پستان یا آزمایش‌های کلینکی پستان انجام نمی‌دهند.

### افسردگی و اضظراب
اضطراب و افسردگی میان همجنس‌گرایان زن از متوسط جامعه بالاتر است به دلایل مشابه.

### خشونت خانگی
خشونت خانگی در ۱۱ درصد از خانواده‌های همجنس‌گرای زن گزارش شده‌است.  اگرچه این مقدار برای زنان دگرجنس‌گرا ۲۰٪ است ولی زنان همجنس‌گرا به منابع پشتیبانی کمتری دسترسی دارند.

### سلامت بدنی
پژوهش‌ها نشان داده است که زنان همجنس‌گرا شاخص توده بدنی در مقایسه با زنان دگرجنس‌گرا دارند.

### چاقی
زنان دوجنس‌گرا یا همجنس‌گرا با احتمال بیشتری چاق هستند.

### سومضرف مواد
زنان همجنس‌گرا بیشتر در معرض سوءمصرف مواد هستند که این شامل داروهای تفریحی، الکل و سیگار است. پژوهش‌ها نشان داده که زنان دوجنس‌گرا و همجنس‌گرا ۲۰۰٪ برای سیگار کشیدن محتمل‌تر هستند.

### هتروسکسیم
زنان همجنس‌گرایی که به خدمات‌دهندگان سلامتشان گزارش می‌کنند که از نظر جنسی فعال هستند می‌گویند که برای گرفتن پیشگیری از بارداری تحت فشار قرار می‌گیرند چرا که خدمات‌دهندگان سلامت عمل جنسی را برابر با احتمال بارداری می‌دانند

## مشکلات مربوط به همجنس‌گرایان مرد

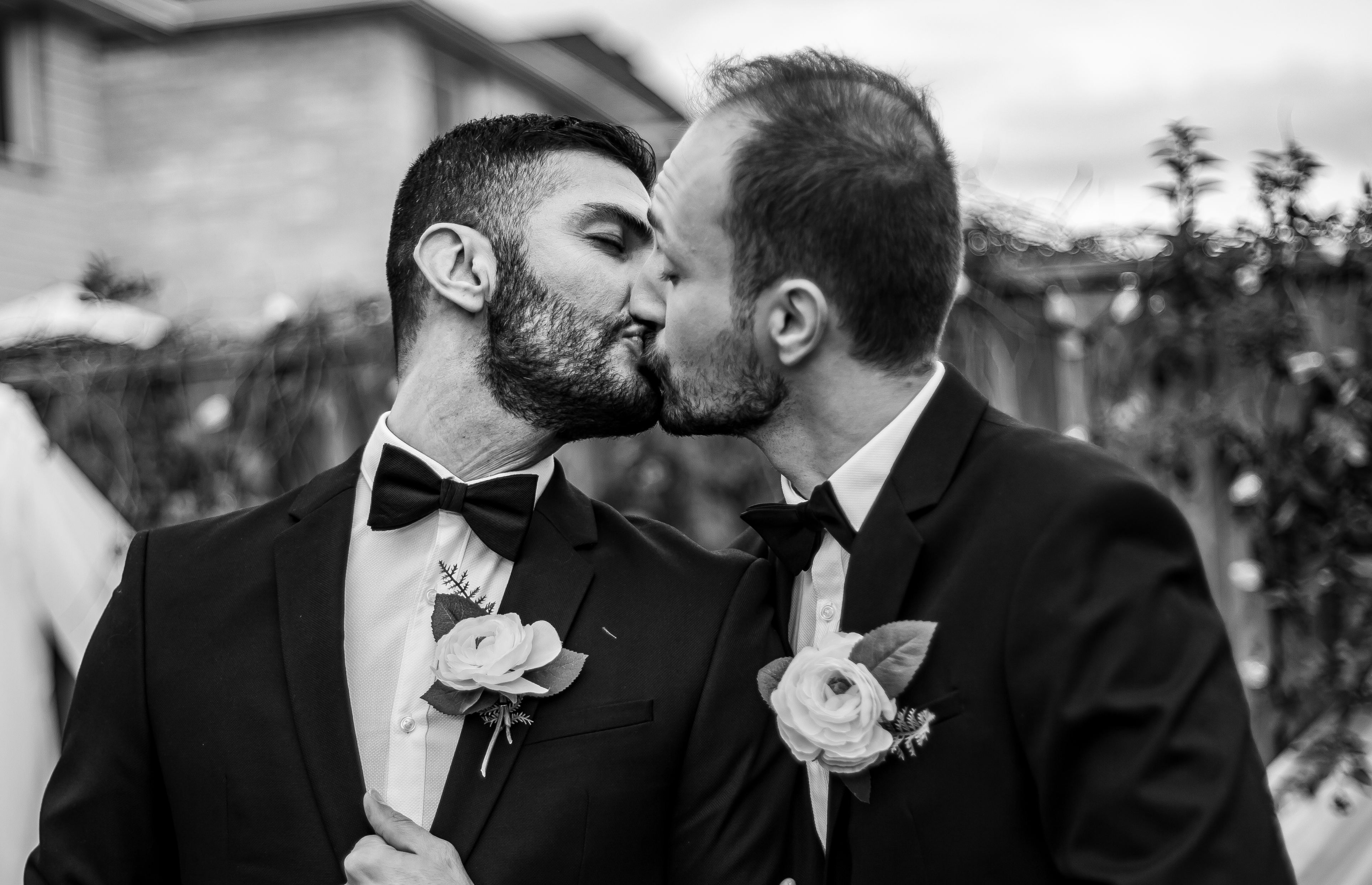
دو مرد ال‌جی‌بی‌تی در شهر تورنتو کانادا

### ویروس پاپیلوم انسانی
ویروس پاپیلوم انسانی, که باعث به وجود آمدن زگیل‌های تناسلی و مقعدی می‌شود در افزایش نرخ سرطان مقعد که میان همجنس‌گرایان مرد بیشتر است مؤثر است, بعضی از مختصصان سلامت آزمایش پاپ اسمیر مقعد به صورت مداوم را برای تشخیص سریع سرطان توصیه می‌کنند. مردان بیشتر از زنان به HPV دهان مبتلا می‌شوند.

### افسردگی، اضطراب، خودکشی
پژوهش‌های مختلفی بیشتر بودن افسردگی میان همجنس‌گرایان مرد بیشتر از متوسط جامعه است.
به گفته GLMA, "این مشکل برای کسانی که به طور پنهانی همجنس‌گرا هستند یا پشتیبانی اجتماعی قوی ندارند بیشتر است. نوجوانان با خطر خودکشی بالاتری نسبت به بقیه مواجه‌اند. خدمات بهداشت روانی مخصوص افراد همجنس‌گرای مرد در بهبود شرایط موثرتر هستند" پژوهشگران دانشگاه کالیفرنیا در سان فرانسیسکو دریافتند که عامل خطرزا برای افسردگی در مردان دوجنس‌گرا و همجنس‌گرا شامل داشتن تجربه خشونت علیه همجنس‌گرایی یا تهدید، خود را همجنس‌گرا محسوب نکردن، یا احساس جداافتادگی از جامعه همجنس‌گرایان است.
نتایج یک تحقیق نشان داد که ۳٪ مردان همجنس‌گرا در یک سال گذشته دست به خودکشی زده‌اند.

### اختلالات غذا خوردن و تصویر از بدن
مردان همجنس‌گرا بیشتر از مردان دگرجنس‌گرا دچار اختلالات خوردن مانند پرخوری عصبی یا بی‌اشتهایی عصبی می‌شوند. علت این مساله به خوبی شناخته نشده‌است اما احتمالا به خاطر تصویر ایده‌آل از بدن میان جامعه ال‌جی‌بی‌تی است. از طرف دیگر چاقی میان افراد همجنس‌گرا نسبت به افراد دگرجنس‌گرا کمتر دیده می‌شود.

### هپاتیت
مردانی که با مردان آمیزش می‌کنند در ریسک بالاتری از داشتن بیماری‌های آمیزشی مانند هپاتیت هستند، و ایمنی‌سازی در برابر هپاتیت آ و هپاتیت ب برای تمام مردانی که با مردان سکس می‌کنند توصیه می‌شود. آمیزش جنسی امن فعلا تنها راه پیشگری از هپاتیت سی است.

### عفونت‌های مقاربتی
اولین نام پیشنهادشده برای چیزی که اکنون ایدز خوانده می‌شود کاهش ایمنی مرتبط با همجنس‌گرایی, یا GRID بود.  این نام در سال ۱۹۸۲, و بعد از آنکه متخصصان بهداشت عمومی خوشه‌ای از مبتلایان سارکوم کاپوسی و سینه‌پهلو پنوموسیستیس در میان مردان همجنس‌گرای کالیفرنیا و نیویورک یافتند پیشنهاد گردید.
مردانی که با مردان آمیزش جنسی می‌کنند در خطر ابتلا به HIV در غرب مدرن، ژاپن, هند, و تایوان, و دیگر کشورهای توسعه‌یافته هستند, در آمریکا احتمال دریافت HIV میان مردانی که با مردان آمیزش می‌کنند ۶۰ برابر متوسط جامعه است. بنابر یک تخمین ۶۲٪ مردان آمریکایی که HIV مثبت هستند آن را از طریق آمیزش جنسی با مرد دیگر گرفته‌اند.
استیگمای موجود وضعیت روانی افراد مبتلا به HIV را بدتر می‌کند.
مرکز کنترل و پیشگیری بیماری آمریکا بررسی سالیانه برای سیفلیس, سوزاک, HIV و عفونت کلامیدیا را برای مردانی که با مردان آمیزش جنسی می‌کنند توصیه می‌کند.
مردان همجنس‌گرای سیاه‌پوست بیشتر از دیگر مردان همجنس‌گرا به بیماری‌های مقاربتی دچار می‌شوند. اگرچه درصد آمیزش جنسی محافظت‌نشده میان آنها و دیگر گروه‌های نژادی یکسان است.

### سومصرف مواد
دیوید مک‌داول از دانشگاه کلمبیا که سوءمصرف مواد را در میان همجنس‌گرایان مرد مطالعه کرده‌است می‌نویسد مواد مخدری که در پارتی‌ها مصرف می‌شود در بارهای همجنس‌گرایان و سیرک پارتی به میزان بیشتری استعمال می‌گردد.پژوهش‌های مختلف نتایج مختلفی در مورد مصرف سیگار میان مردان همجنس‌گرا و دوجنس‌گرا نسبه به مردان دگرجنس‌گرا داشته‌اند. یک پژوهش بیشتر بودن پنجاه درصدی میان مردان ال‌جی‌بی‌تی گزارش می‌کند در حال که پژوهش دیگر تفاوت معناداری گزارش نکرده‌است.